# The Rise of Echsenfriedl
Die Gstettensaga: The Rise of Echsenfriedl (The Gstetten Saga: The Rise of Echsenfriedl) es una película austriaca de ciencia ficción y fantasía de 2014 dirigida por Johannes Grenzfurthner y protagonizada por Sophia Grabner, Lukas Tagwerker y Jeff Ricketts. La comedia absurda trata sobre la política y la exageración detrás de la tecnología de los medios y la cultura nerd. Grenzfurthner llama a su película una forma contemporánea de hablar sobre la crítica del espectáculo y el fetichismo de las mercancías. La película fue coproducida por el grupo artístico Monochrom y el colectivo mediático Traum & Wahnsinn y creada para el canal de televisión austriaco ORF III. Incluye música de Kasson Crooker, Starpause y muchos otros.

## Trama
La creciente tensión entre las dos últimas superpotencias restantes -China y Google- se intensifica a principios del siglo XXI y da como resultado el infierno global de las "guerras de Google". Pero a medida que pasan las décadas, el polvo radiactivo se deposita en viejos campos de batalla y un Nuevo Mundo surge de las cenizas del viejo.
Fratt Aigner, un periodista de mala muerte, y Alalia Grundschober, una técnica nerd, viven y trabajan en Mega City Schwechat : la mayor extensión semiurbana en las estribaciones de lo que queda de los Alpes. Thurnher von Pjölk, que inventó la imprenta y dirige el único periódico que existe, se siente amenazado por el ascenso de una nueva generación de nerds del bricolaje conocedores de la tecnología, que teme que arruinen su monopolio. Encarga a Alalia y Fratt que se adentren en las profundidades de Niederpröll y realicen una entrevista televisiva con Echsenfriedl; un genio mítico que tiene una gran base de seguidores entre los nerds. Pjölk envía a Alalia y Fratt equipados con un vehículo de radiodifusión (una carretilla llena de aparatos de grabación) para retransmitir en directo la entrevista con Echsenfriedl por televisión. Fratt se muestra muy escéptico a la hora de abandonar la seguridad de la Megaciudad, pero Alalia es una gran admiradora de Echsenfriedl y ha investigado su escondite en ocasiones anteriores. Ella ve esto como una oportunidad de oro para encontrar a Echsenfriedl e impulsar su agenda de cambio social a través de la tecnología.

El camino para encontrar a Echsenfriedl no es fácil y las cosas empiezan a torcerse en cuanto llegan a la frontera, protegida por el Servicio Postal, que intenta defender la civilización y luchar contra la falta de estructura. El Servicio Postal confisca su equipo de grabación y desespera a Alalia y Fratt. Son secuestrados por un grupo de bárbaros: descendientes de agricultores, en un culto al cargo basado en reliquias de material de oficina, burocracia y vagos recuerdos de las subvenciones agrícolas de la Unión Europea. Alalia y Fratt tienen que abrirse camino y lograr escapar antes de terminar siendo un sacrificio.
Aliana y Fratt deambulan por los barrios posnucleares hasta que se topan con una colonia minera. Encuentran refugio en una estructura subterránea aparentemente abandonada, pero descubren a una anciana maravillosa, Philine-Codec Comtesse de Cybersdorf, que solía estar casada con Pjölk hasta que él intentó matarla en un ataque de ira, lo que termina con ella perdiendo una pierna. Ella les dice a Aliana y Fratt que en realidad fue Echsenfriedl quien fue el reinventor de la imprenta, y él el cerebro creativo detrás de las ideas y pensamientos de Pjölk. Pjölk era el hombre en público sólo porque para Echsenfriedl era imposible. La condesa está a punto de contarles información crucial sobre Echsenfriedl, pero luego los mineros canibalizadores no-muertos invaden la habitación y la matan antes de que tenga la oportunidad de revelar la verdad. Después de haber logrado escapar de los mineros zombis de clase trabajadora, se encuentran con la drag queen libertaria barbuda Heinz Rand de Raiká, quien lidera un grupo de entusiastas del libre mercado vestidos con oropel que viven del intercambio de dispositivos electrónicos inútiles de antes de la guerra por dispositivos electrónicos más inútiles de antes de la guerra. Alalia ve que Heinz tiene el equipo que el Servicio Postal les quitó y lo devuelve ayudando al grupo a que sus dispositivos electrónicos inútiles vuelvan a funcionar. Después de ayudar a Heinz, les dice dónde encontrar a Echsenfriedl e incluso les ofrece a su hija Ayn como guía para llegar al lugar.

Alalia y Fratt, con la guía de Ayn, finalmente llegan a su destino y se preparan para la transmisión en vivo. Se ponen en contacto con Pjölk, quien felizmente les ordena que inicien la transmisión, luego apaga su televisor y se sienta frente a su máquina de escribir para escribir el artículo principal para el número de mañana de su tabloide. Inventa una historia completa basada en lo angustiado que está por ser responsable de matar a los espectadores nerds y en la que hace una declaración diciendo que debería haber una ley que prohíba la televisión para siempre. Sin darse cuenta aún del peligro en el que se están poniendo, Alalia y Fratt comienzan a transmitir y comienzan su búsqueda a través de la guarida, siguiendo a Ayn de Raiká. Al ver a Echsenfriedl, Ayn se convierte en piedra: Echsenfriedl es un basilisco. Escondido detrás de una esquina y fuera de la vista, Echsenfriedl les cuenta a Alalia y Fratt sobre su vida. Al salir con la condesa, molestó a su codicioso socio Pjölk. El siniestro plan de Pjölk era asesinar a todos los primeros en adoptar la televisión con una sola emisión de los ojos mortales de Echsenfriedl. Los nerds pueden escuchar el audio de esta transmisión y reaccionan con repulsión y enojo, atacando la oficina de Pjölk. Echsenfriedl contrata a Alalia y Fratt como su equipo para construir un nuevo imperio mediático basado en sus maravillosas nuevas tecnologías. La película termina con Alalia y Fratt transmitiendo en vivo un linchamiento de nerds quemadores de libros, que son los fervientes partidarios del Nuevo Orden Mundial de dominio tecnológico de Echsenfriedl.

## Elenco
- Sofía Grabner... como Alalia Grundschober
- Lukas Tagwerker... como Fratt Aigner
- Martín Auer... como Thurnher von Pjölk
- Roland Gratzer... como funcionario de correos Böllerbauer
- Evelyn Furlinger... como el oficial de correos Wottl
- Jeff Ricketts... como presidente de la asociación de agricultores
- Eva-Christina Binder... como Philine-Codec Contesse de Cybersdorf
- David Dempsey... como Heinz Rand de Raiká
- Harald Homolka-List... como subastador jefe de Raiká
- Conny Lee... como Ayn de Raiká
- Joe Baumgartner... como la voz de Echsenfriedl

## Producción
El guion básico, aunque muchas escenas fueron improvisadas, fue escrito por Johannes Grenzfurthner y Roland Gratzer en un par de días en noviembre de 2013, basándose en su obra teatral Campaign (Volkstheater, 2006). Algunas de las ideas surgieron en una cafetería de Viena con todo el equipo de producción. La película contiene diálogos en inglés, alemán, una variedad de jergas, dialectos, acentos y lenguas ficticias. Los subtítulos son una parte integral de la historia.

### Financiación
La película fue un encargo de la emisora austriaca ORF III como parte de la serie "Artista en residencia" con un presupuesto de aproximadamente 5.000 euros. Puede considerarse por tanto microfilmación o cine de guerrillamonochrom también usó una broma incorporada para recaudar dinero. La película contiene un inserto de texto similar a las marcas de agua utilizadas en las copias para ver festivales. El inserto de texto pide al espectador que denuncie la película como infracción de derechos de autor llamando a un número de teléfono con tarifa superior (1,09 EUR/minuto). La película se emitió en la televisión nacional austriaca en marzo de 2014. Grenzfurthner cofinanció la película con los ingresos del número prémium. Según Telepolis, él llama a esta nueva estrategia "crowdratting".

### Rodaje
La fotografía principal comenzó el 2 de diciembre de 2013 y finalizó el 19 de enero de 2014, pero solo un total de 5 días de fotografía principal. Eso dejó alrededor de cinco semanas para la postproducción y edición.

### Música
Debido al rápido proceso de producción y las limitaciones financieras, no se compuso ninguna banda sonora para "Die Gstettensaga: The Rise of Echsenfriedl". Grenzfurthner, en cambio, utiliza una variedad de pistas de 8 bits, synth pop y electrónica. Grenzfurthner eligió canciones con una cualidad retro específica porque "puede que nos suenen a la vieja escuela, pero no en el mundo de Gstettensaga, donde toda la música electrónica retro sigue siendo imposible y futurista". La película cuenta con música de Symbion Project (Kasson Crooker ), Max Beseda, Yakov, Robot City, Robert Glashüttner, Christoph Burstup Weiss, Krach der Roboter, BLEO y Starpause, Stefan Franke, Leigh Howells.

## Distribución
La película se emitió por primera vez el 10 de marzo de 2014 en Austria en ORF III.<br /> Se proyecta en festivales de cine y convenciones como Gen Con 2014, Fright Night Film Fest 2014, Hackers on Planet Earth 2014, Roswell Filmfest y Cosmicon 2014, PhutureCon 2014, NYC Independent Film Festival, the International Filmmaker Festival de Cine Mundial 2015 (Londres). La película se estrenó en línea el 25 de diciembre de 2015.

## Recepción

### Crítica
Amy R. Handler de Film Threat le dio a la película 5 (de 5) estrellas: "En lo que a mí respecta, esta pequeña película franca y veloz de Grenzfurthner es, en lo que a mí respecta, la película independiente que hay que ver en 2014. Todos, ya sean intelectuales, políticos... Los tipos, o simplemente aquellos que aman el gran cómic negro y el terror sensual, se enamorarán perdidamente de 'Die Gstettensaga: El ascenso de Echsenfriedl'. Mírala lo antes posible y te prometo que nunca te aburrirás en el cine. de nuevo." La revista Net Culture Furtherfield la llama una "película artística de hackploitation" que reimagina "el makerspace como grindhouse", una "aventura retro-futurista post-cyberpunk en la tradición del cine grotesco". El "fascinante pastiche cinematográfico de Gstettensaga es más que un simple fuego artificial de intertextualidad rizomática, un síntoma de la falta de profundidad de la estética posmoderna o del entusiasmo excesivo por la experimentación en el campo de la forma. En su infame libro Anti-Edipo de 1972, Gilles Deleuze y Félix Guattari han identificado la técnica del bricolaje como modo de producción característico bajo el capitalismo 'esquizofrénico', una faceta magnificada triunfalmente por los cineastas." Revista Hacker 2600: The Hacker Quarterly interpreta la película como un llamado a la conciencia de clase para los hackers: "Situar la película en el futuro obliga a los hackers a enfrentarse a una elección: ¿Dejaremos que nosotros y nuestro ingenio sean recuperados por el mercado que todo lo consume? ¿O nos uniremos -como es nuestro potencial- como la clase que ponga fin a la conquista del capitalismo para asegurar todos los medios de producción?" El teórico de la cultura pop Stefan Tiron comenta que está "demasiado entusiasmado con Gstettensaga, porque distrae el canon de Hollywood, porque es un cambio de género, una bomba H satírica, una película de terror y un vodevil ex-casa de subastas que busca lo inesperado. giros dialécticos de la historia actual, y conduciéndonos a tierras baldías vírgenes y definitivamente escandalosas que podrían estar pobladas por películas como Surf Nazis Must Die, Escape from New York, Steel Dawn o America 3000 ". Jason Scott Sadofsky lo llama "el mejor tipo de cine de bajo presupuesto", es como "ver una obra absurda de Beckett, si Beckett decidiera trabajar en la franquicia Mad Max". V. Vale quedó "impresionado por las bellas imágenes y el sonido, las dimensiones mitológicas de la trama" y Richard Kadrey la llama una "loca sátira post-colapso de la cultura de la información y el fetichismo tecnológico, en una extraña especie de fusión de Stalker, Red y La sala de estar ". El politólogo Sebastian Vetter interpreta la dimensión satírica de la trama: "El viejo mundo ha sido reducido a cenizas por los antiguos faros de esperanza (China significa maoísmo y Google significa cultura alternativa). Lo único que queda son extensiones de tierra gobernadas "Por idioteces y dialectos. Como marxistas, la gente de Monochrom sabe que sólo la revolución puede liberarnos del capitalismo. Y, sin embargo, la revolución no está más viva que los unicornios". El crítico de cine Bonni Rambatan dice que la película "nos obliga a pensar más profundamente sobre el hecho de que muchas de las romantizadas revoluciones actuales a menudo van inquietantemente de la mano con el desarrollo del capitalismo digital. Hoy en día, pocas películas, si es que hay alguna, logran hacer tal cosa". una hazaña." La revista en línea alemana Telepolis elogió el humor ecléctico y multifacético. La película tiene seguidores en la comunidad tecnológica y de hackers. 

### Premios
La película ganó Mejor Película de Terror Extranjera en el Festival Internacional de Cine Indie Gathering de 2014,  ganó Mejor Película de Hacker en el Festival PhutureCon de 2014, ganó Mejor Película de Culto Extranjera en el Fright Night Film Fest de 2014 y ganó Mejor Largometraje narrativo en el Maker Film Festival.  Fue nominada a Mejor Largometraje en el Festival Internacional de Cine Colortape y Mejor Largometraje en Lengua Extranjera, Mejor Director de una Película en Lengua Extranjera y Mejor Banda Sonora en el Festival Internacional de Cineastas de World Cinema 2015 (Londres).  La revista Microfilmmaker otorgó a la película un Premio a la Superioridad (9,5/10). El Indie Fest otorgó a la película un Premio al Mérito. El 'DIY Film Festival' de 2015 en Los Ángeles otorgó a la película una 'mención de honor'.